# Nelsonophryne
Nelsonophryne – wyróżniany przez część autorów rodzaj płazów bezogonowych z rodziny wąskopyskowatych, obejmujący gatunki występujące w Kostaryce, Kolumbii, Panamie i Ekwadorze.

## Gatunki
- Nelsonophryne aequatorialis
- Nelsonophryne aterrima

Z analizy filogenetycznej przeprowadzonej przez de Sá i współpracowników (2012) wynika, że gatunki te nie tworzą kladu, do którego nie należałyby również gatunki zaliczane do rodzaju Ctenophryne i być może również Melanophryne; w związku z tym autorzy zsynonimizowali rodzaje Nelsonophryne i Melanophryne z rodzajem Ctenophryne, przenosząc do tego ostatniego rodzaju gatunki zaliczane we wcześniejszych publikacjach do dwóch pierwszych rodzajów.